# Epicnaphus
Epicnaphus — рід грибів родини маразмієві (Marasmiaceae). Назва вперше опублікована 1960 року.

## Класифікація
До роду Epicnaphus відносять 3 види:
- Epicnaphus longispora
- Epicnaphus phalaropus
- Epicnaphus sphaerodermus